# Deniz Vural
Deniz Vural (* 11.  Juli 1988 in Gießen) ist ein deutsch-türkischer Fußballspieler.

## Karriere
Vural begann mit dem Fußball in der Jugendabteilung vom MTV 1846 Gießen. Der SC Waldgirmes und FSV Fernwald – hier spielte er unter dem legendären Trainer und Torschützen des ersten Tores der eingleisigen zweiten Bundesliga Nikolaus Semlitsch – waren seine ersten Seniorenmannschaften, ehe er 2009 zur zweiten Mannschaft von Eintracht Frankfurt wechselte. 
Nach zwei Jahren versuchte er sein Glück in der Türkei. Im Juni 2011 unterschrieb er einen Dreijahresvertrag bei Eskişehirspor aus der Süper Lig. Er war einer von sechs in Europa geborenen türkischen Spielern des Vereins. Hier saß er die Hinrunde der Spielzeit 2011/12 auf der Bank bzw. spielte einige Male für die Reservemannschaft und wurde für die Rückrunde an den Drittligisten Balıkesirspor ausgeliehen. Zum Saisonende wechselte er schließlich samt Ablöse zu diesem Verein. Hier gelang Vural mit der Mannschaft ein Durchmarsch in die Süper Lig. Trotz dieses Erfolges wechselte er in der Sommerpause 2014 zum Zweitligisten Alanyaspor. Mit diesem gelang ebenfalls der Aufstieg in die Süper Lig.
Nach dem Aufstieg mit Alanyaspor spielte Vural für diesen Verein eine Spielzeit in der höchsten türkischen Spielklasse. Im Sommer 2017 wurde erst sein Wechsel zum Zweitligisten Giresunspor bekanntgegeben. Dieser Wechsel wurde aber noch innerhalb der Sommertransferperiode annulliert, sodass Vural zum Zweitligisten Altınordu Izmir wechselte.
Nach 29 Meisterschaftseinsätzen und einem Tor wechselte er zum Ligakonkurrenten Denizlispor. Mit Denizlispor konnte er die Meisterschaft der TFF 1. Lig 2018/19 und den Aufstieg in die Süper Lig feiern. Im Sommer 2019 wechselte Vural zum TFF 1. Lig Verein Altay Izmir, wo er im zentralen Mittelfeld spielt.

## Erfolge
Mit Balıkesirspor
- Meister der TFF 2. Lig und Aufstieg in die TFF 1. Lig: 2012/13
- Vizemeister der TFF 1. Lig und Aufstieg in die Süper Lig: 2013/14

Mit Alanyaspor
- Play-off-Sieger der TFF 1. Lig und Aufstieg in die Süper Lig: 2015/16

Mit Denizlispor
- Meister der TFF 1. Lig und Aufstieg in die Süper Lig: 2018/19